# Raunaq Singh Gill
Raunaq Singh Gill (ur. 20 lutego 1910) – indyjski lekkoatleta, długodystansowiec, uczestnik igrzysk olimpijskich w 1936.
Na igrzyskach w Berlinie wystartował w biegach na 5000 (odpadł w eliminacjach) i 10 000 metrów (nie ukończył biegu eliminacyjnego).
Rekordzista kraju na różnych dystansach.